# Kim Sơn, Gia Lâm
Kim Sơn là một xã thuộc huyện Gia Lâm, thành phố Hà Nội, Việt Nam.

## Địa lý
Xã Kim Sơn nằm về phía đông huyện Gia Lâm, ở hữu ngạn sông Đuống, có vị trí địa lý:
- Phía đông giáp xã Lệ Chi và tỉnh Bắc Ninh
- Phía tây giáp xã Phú Thị và xã Đặng Xá
- Phía nam giáp xã Dương Quang
- Phía bắc giáp xã Phù Đổng.

Xã Kim Sơn có diện tích 6,31 km², dân số năm 2022 là 13.761 người, mật độ dân số đạt 2.180 người/km².

## Hành chính
Xã Kim Sơn được chia thành 9 thôn: Kim Sơn, , Giao Tất A, Giao Tất B, Linh Quy Bắc, Linh Quy Đông, Ngổ Ba, Cây Đề, Cừ Keo và tổ dân phố 181

## Lịch sử
Trước đây, Kim Sơn thuộc tổng Kim Sơn, phủ Gia Lâm, tỉnh Bắc Ninh và được chia thành 4 xã: Giao Tất, Giao Tự, Kim Sơn, Linh Quy.
Tháng 7 năm 1946, sáp nhập xã Giao Tất và Giao Tự thành xã Song Giao, nhập xã Kim Sơn và Linh Quy thành xã Tương Minh thuộc huyện Gia Lâm, tỉnh Bắc Ninh.
Tháng 1 năm 1947, sáp nhập xã Song Giao và Tương Minh thành xã Thống Nhất.
Cuối năm 1949, sáp nhập xã Thống Nhất và 5 thôn của xã Phú Thị thành xã Quyết Thắng.
Tháng 1 năm 1956, chia xã Quyết Thắng thành xã Quyết Thắng và xã Quyết Chiến.
Ngày 20 tháng 4 năm 1961, Quốc hội ban hành Nghị quyết về việc sáp nhập xã Quyết Thắng vào thành phố Hà Nội quản lý.
Ngày 31 tháng 5 năm 1961, Hội đồng Chính phủ ban hành 78-CP. Theo đó, xã Quyết Thắng thuộc huyện Gia Lâm, thành phố Hà Nội quản lý.
Năm 1966, đổi tên xã Quyết Thắng thành xã Kim Sơn.

## Kinh tế
Là xã kém phát triển của huyện Gia Lâm nhưng vẫn khá hơn đáng kể mặt bằng chung của các xã thuộc huyện lân cận như Thuận Thành, Tiên Du, Gia Bình, Văn Giang... Các nghề của địa phương cũng khá đa dạng như: khu phố Keo, khu dân cư công trường Toàn Thắng phát triển ngành thương mại, dịch vụ. Thôn Linh Quy trước đây có nghề thu gom giết mổ trâu bò, lợn ngày nay chỉ còn hơn 20 hộ giết mổ bò, gà vịt ở cả hai thôn Đông và Bắc. Các thôn Kim Sơn, Giao Tất trồng cúc lấy hạt. Linh Quy trồng cúc hạt, mùi hạt những năm gần đây khi nông nghiệp không được người dân mặn mà cho lắm thì người dân chuyển sang trồng chuối, cây lâu năm... ít công hơn.

## Văn hóa

### Sự tích Bà Keo
Theo truyền thuyết ngày xưa người dân vùng Siêu Loại tạc bốn pho tượng Tứ pháp là Pháp Vân, Pháp Vũ, Pháp Lôi, Pháp Điện nhưng còn thừa phần gỗ đã tạc thành tượng Pháp Vân nữa nhưng nhỏ hơn gọi là Bà Keo về thờ tại chùa Keo. Cũng với sự tích này mà chùa Keo thuộc hệ thống chùa Tứ Pháp.

### Di tích
- Chùa Keo (Báo Ân Trùng Nghiêm Tự) tọa lạc gọn lỏn tại phần đất thôn Giao Tự nhưng thuộc thôn Giao Tất nên trong vùng hay có câu " Chùa Giao Tất, đất Giao Tự". Chùa thờ Bà Keo (Pháp Vân). Lễ hội chùa Keo hàng năm diễn ra vào ngày mùng 6 tháng Tư âm lịch hàng năm.
- Đình làng Kim Sơn thờ 2 vị tướng nhà Đinh là Cao Điền Công và em trai Cao Đỗ Công có công đánh dẹp loạn 12 sứ quân và đánh giặc Chiêm Thành. Vùng đất Kim Sơn là nơi 2 anh em được Vua Đinh Tiên Hoàng ban thực ấp, lập nghiệp tại đây. Lễ hội đình làng Kim Sơn diễn ra vào ngày 12 tháng 3 âm lịch hàng năm.[5]

## Giao thông
Các tuyến, hệ thống giao thông quan trọng đi qua xã Kim Sơn:
- Quốc lộ 17: được nâng cấp trên cơ sở đường tỉnh lộ 181 cũ qua xã
- Đường sông: nằm bên hữu ngạn sông Đuống
- Hệ thống xe buýt: Tuyến 52A, 204.